# 神明裁判

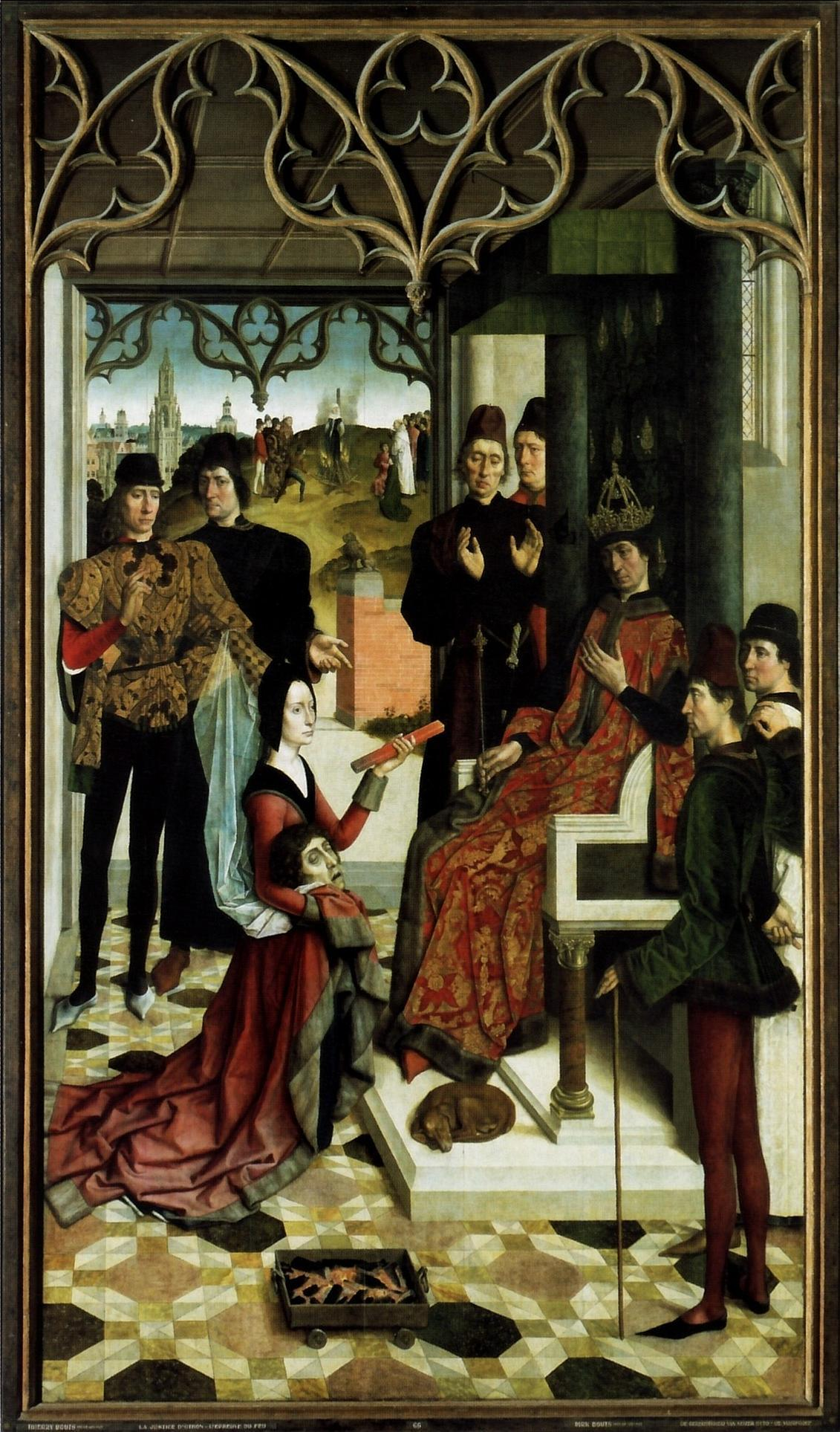
神明裁判。中央の女性が熱した鉄棒を握って見せている。

神明裁判（しんめいさいばん）とは、神意を得ることにより、物事の真偽、正邪を判断する裁判方法である。古代、中世（一部の地域では近世まで）において世界の各地で類似の行為が行われているが、その正確な性質は各々の神、宗教によって異なる。ヨーロッパでは神判（Trial by ordeal）、日本では盟神探湯（くがたち）が行われた。
試罪法とも。

## 西洋の神判

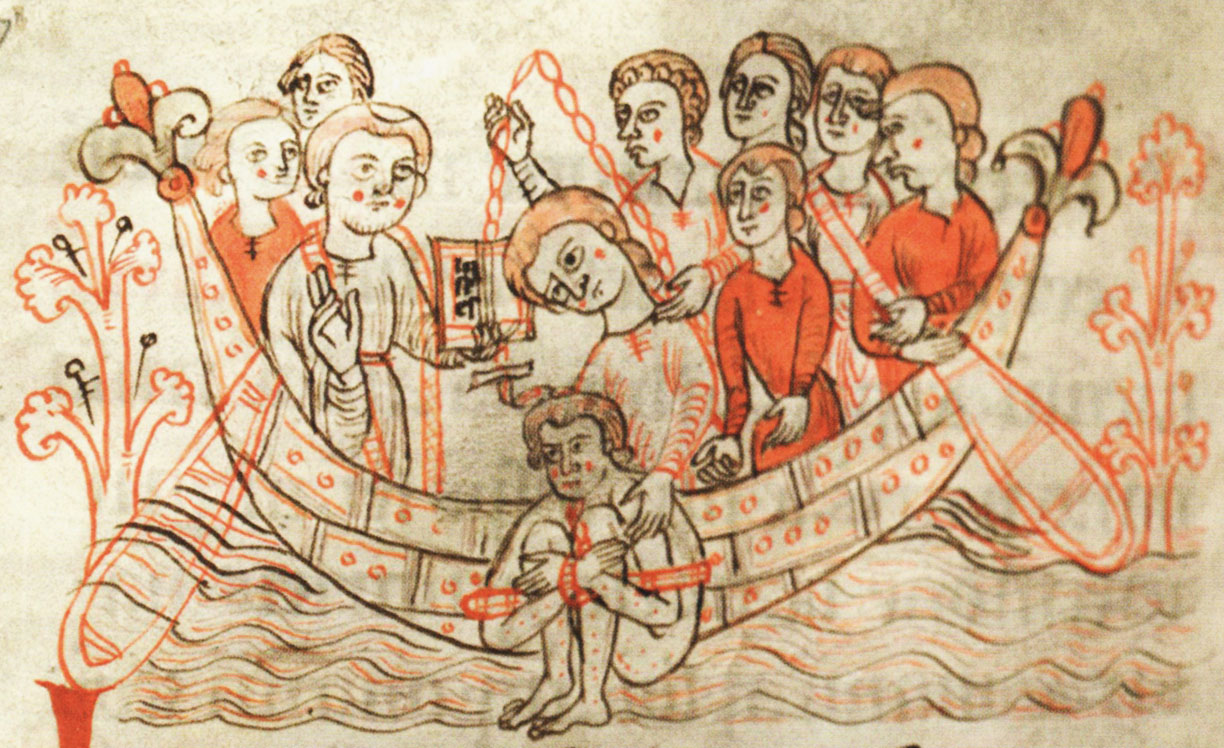
水審による神判を受ける人。司祭が口上を読み上げ、手足を縛った被告を水に沈める。沈んだままなら無罪、浮かべば有罪である。

### 神判とは
中世ヨーロッパ国家には捜査や取り調べといった治安維持をつかさどる組織はほとんど存在せず、告発された者の有罪無罪を判断する方法は限られていた。神判は、神の奇跡をたよりに真実を知る方法であり、当時の民衆から支持されていた裁判方法である。
政治的局面でも神判が用いられることがあった。王が誰かに嫌疑をかけてその真実性を知るために神判を利用したり、逆に疑われた者が自ら神判を申し出ることもあった。申し出て神判に成功すれば、神のお墨付きを得た者として、自分の立場が強化されるからである。宮廷では神判は、このような駆け引きの道具としての一面を有していた。

### 裁判の流れ
以下は裁判の進め方の一例である。裁判の構成員は原告と被告のほか、裁判長と判決発見人ならびに裁判集会に集まった近隣住民である。勝訴した者は贖罪金を取り立てることができる。執行官のような立場の者は存在せず、実力で償金等を回収する必要があった。
1. 原告となる被害者またはその友人等が、被告を裁判集会に呼び出すことで始まる。裁判長が両者を召喚するといった現代の手続とは異なる。
2. 被告は、原告の主張を認めるか、否定するかを選択する。認めれば5に移行。
3. 否定した場合、雪冤宣誓（せつえんせんせい、後述）により証明する。
4. 雪冤宣誓に失敗した場合、もしくは雪冤宣誓が許されない場合、神判を行う。
5. 雪冤宣誓・神判の結果を踏まえ、判決発見人が判決提案を行う。
6. 裁判集会に集まった人々が判決提案に賛同すれば、判決として確定する。

### 神判の種類
西洋の神判は、キリスト教聖職者が執り行うことになっていた。準備として水ないし鉄に清めの儀式をほどこす。司祭が決められた口上を読み上げて、神に真実のうかがいを立てる厳粛なものであった。神判そのものには、ヨーロッパ各地で多様な神判が行われていたし、その方法も統一されてはいなかった。

### 適用範囲と他の方法
神判は証拠がなく無罪を証明できないときに、主に以下のような場合に用いられた。しかし神判の適用範囲は時代・地域によってかなり大きい。
1. 訴追された者の身分が低い場合、友人が少なく宣誓者を用意できない場合[10]
2. 被告が評判悪しき者である場合[11]
3. 不貞など性に関わる犯罪を調べる場合[12]
4. 信仰上の嫌疑すなわち異端の疑いがある場合[13]
5. 魔女裁判

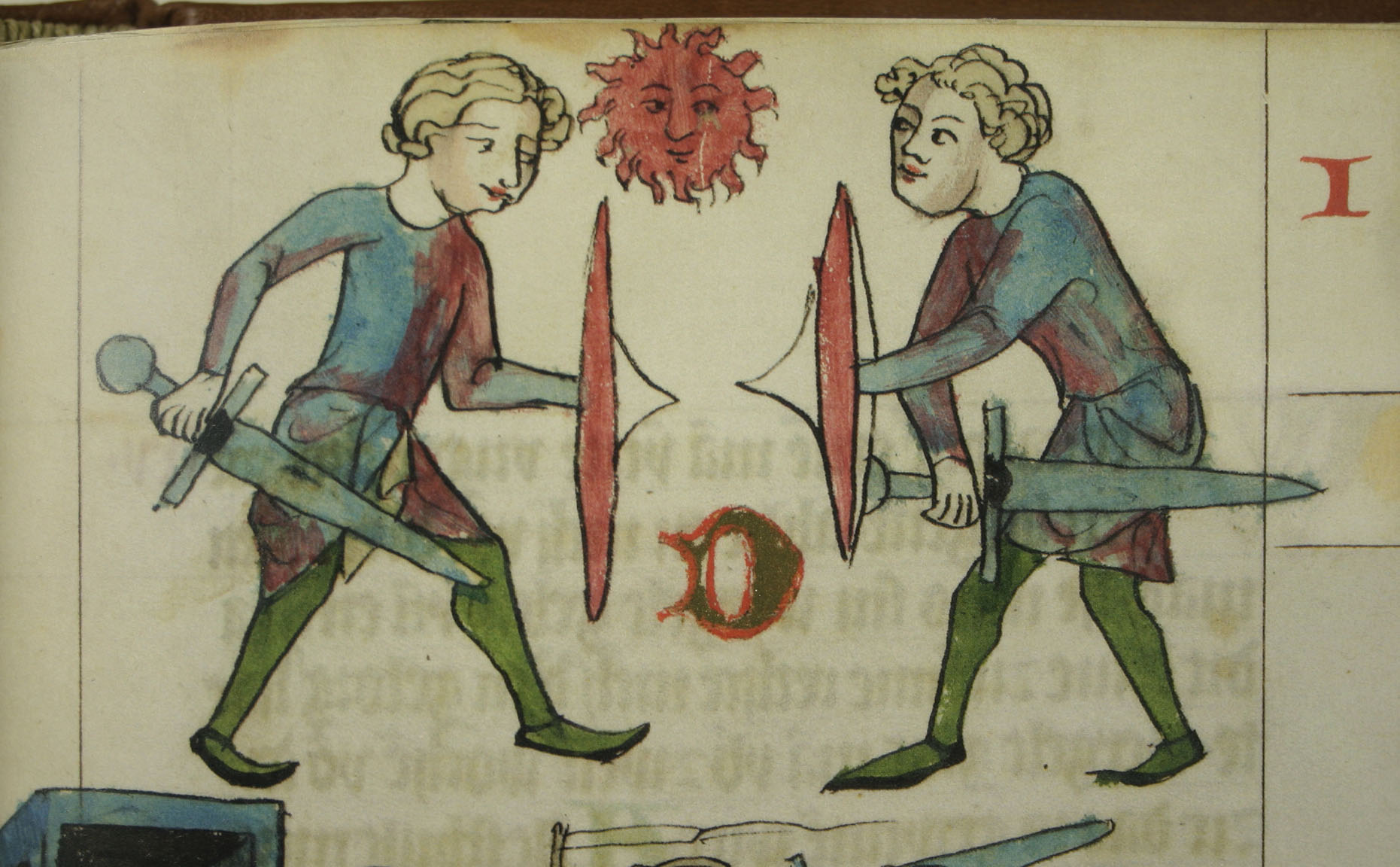
決闘による裁判もまた、神の意思を顕現するものとして、神判の一種と考えられていた

信仰（異端）や性（姦通など）といった、証拠は得られないが、さりとて判断の留保も許されない事件に、神判がよく用いられる傾向にあった。また神判を免除された人々もいた。すなわち市民権を有する正規都市民、貴族などである。キリスト教の儀式であるため異教徒とくにユダヤ人も神判の対象外とされた。このような場合、以下のような別の方法が用いられる。
雪冤宣誓
12名の仲間によって被告の人格保証を行う。被告は正直者であると誓う行為であり、証人とは異なる。
決闘
1対1で戦って勝った方を勝訴とする。代闘士を立ててもよい。

### 発端と展開
ヨーロッパの神判はフランク族を起点とする考え方が主流であり、もとはフランクの風習であったと考えられている。史料では510年に見られるのが中世ヨーロッパでは最初だが、記録が少なく初期の実態はほとんど分かっていない。史料が増えるのはシャルルマーニュ治世の8～9世紀ごろからである。
神判の広がりは、キリスト教布教の広がりと一致するところが大きい。ドイツなどゲルマン系諸民族に行き渡り、12世紀には東欧やロシアにまで広がったという記録がある。ゲルマン諸族がキリスト教化していくなかで、当時のキリスト教もまた一定程度ゲルマン化し、神判という風習を組み込んでいった。

### 批判
神判は聖書や教会内にそのルーツを持つものではなく、したがって神判を正当化する理論上の困難は自明のことである。神判の普及と軌を一にして、神判批判もまた大きくなった。神判の結果の曖昧さや神判そのもののごまかしなどで疑念を持つ者も市井にはいた。しかし主な神判批判の担い手は、当時の知識人である聖職者であった。なかでも著名なのは9世紀のアゴバールと12世紀のペトルスである。
リヨンの大司教アゴバール（779頃–840）がなした神判批判とは、神学の枠内からの主張である。彼の主旨は以下のようなものである。
- 神の裁きは簡単ではなく、隠れたものである。聖書には善い人が悪い人たちに殺される事例が多く出てくるのであり、分かりやすく悪人に罰がくだるとは限らないのだ。使徒パウロも、第三の天に挙げられながら、神の裁きを理解しがたいと叫んでいる。
- もし、火や鉄によって真理が見出されることを神が望んでいたのなら、すべての裁判は神判によるべきである。裁判官や行政官を個々の都市ごとに設けることを神が望むはずもないし、書面の証拠や証人・宣誓で片がつくのも神の意に反する行いのはずである。
- 以上をまとめれば、鉄や火などによって真理が見出され得ないのは明らかである。

時代がくだると、教会内部でスコラ学やローマ法が盛んに研究され、合理的思考が芽を出すようになった。神判に関しても以前より合理的な批判がなされるようになる。神学者でありパリ大学教授でもあったペトルス・カントールの論点をかいつまむと、以下のようになる。
1. 教会では、罪を犯した者は、神に罪を打ち明けて悔い改めれば罪は洗い清められる。であれば、悔い改めた真犯人は神判で無罪となるはずである[24]。
2. 神判は苦痛を伴うがゆえに、ありもしない容疑を着せて人を神判に追い込む讒訴（ざんそ）が横行している。
3. 神判には一定したルールがない。地域によってその手続・口上がまちまちである。神の判断を仰ぐのに形式が固まっていないのは不都合であるし、そもそも困難さの度合いにもばらつきがあり、裁判の公平さに疑念がもたれる。

従来は自然現象はことごとく神の「みわざ」とされていたが、ギリシャ哲学などの流入により、自然現象を合理的に説明できるようになっていく。スコラ学はこうした知見をもとに信仰と理性の合一をはかったもので、理性による信仰を目指した。13世紀ごろピークを迎え、のち近代的合理的精神の祖となる。神判はこのようなスコラ学とは相容れない、迷信的で野蛮な風習なのであった。と同時に、民間では最も支持された判定方法でもあった。

### 廃止とその効果
前項のような学問的下地を受けて1215年、ラテラン公会議において、教皇インノケンティウス3世は聖職者が神判に関わることを禁じた。神判は神の奇跡を前提とするのであるから、司祭なしに継続させることは難しかった。さまざまな歴史学上の論争があるものの、神判が衰えていくのはこの公会議が契機であったことはおおむね了解されている。
この禁止令を受けて神判は、ヨーロッパ全土で次第に下火になっていく。1216年デンマーク、1219年イングランドでの神判廃止は、当時としては迅速な反応と言えた。合理主義者として有名な神聖ローマ皇帝フリードリヒ2世は1231年メルフィの勅令において神判を用いることを禁止した。教皇の権威が届きやすい地域や教皇に従順な支配者のいる場所では禁令は素早く、そうでない地域はなかなか浸透しなかった。ドイツは教皇と対立していたうえ小領主の分権化が進んでおり、教皇の意思伝達が困難であった。地域によっては聖職者に神判主宰を強要することもあり、民間ではなお神判信仰は根強かったことが窺われる。バルカン半島地域では16世紀にもまだ神判が行われていたし、下って19世紀にも神判らしき風習の記録が残っている。
この神判廃止によって、それまで未分化であったキリスト教の罪（sin）と刑法上の犯罪（crime）が次第に分かれていったと指摘されている。訴訟・取り調べから聖職者が引くことで、各地の王たちは神の権威に頼らずに訴訟を処理しなければならなくなった。叙任権闘争によって王は聖職上の権力を失い、また教会は世俗権力から独立的地位を確保した。こうして聖と俗が分離し、さらに刑事法と民事法が分かれたのもこの頃であり、法制史上の転換点とされる。
神判が廃止されても犯人特定のための方法は必要である。代替手段は地域によってまちまちであったが、雪冤宣誓に頼ったり、陪審制度を整備する地域もあった。しかしヨーロッパでもっとも多用されるのは、自白を得るための拷問であった。中世後期・近世を通じて拷問は広く使われることになる。拷問は自白を得るのにもっとも簡便な方法であったが、冤罪を多く生み出す結果ももたらした。拷問廃止に流れが傾くのは遠く18世紀、啓蒙思想の登場を待たねばならない。

### 神判の存在意義
科学捜査など望むべくもない時代において、事件の犯人を知る手段は限られていた。とにもかくにも「一件落着」させる現実的方法の需要があった。それぞれの立場で神判を必要としている人々がいたのである。
神判はキリスト教にとっては、有力な布教のツールであった。もとは当地の風習と折り合うために容認したものであったが、聖職者が神判を主宰することで、神判は身内の儀式ではなく社会的拘束力を持つ裁判手続となりえた。神判で有罪か否かを判定してみせることで、キリスト教の神の正しさ・優位性を人々に示すことができた。
王や諸侯といった世俗支配者は、神判を便利な道具として活用していた。神判を行う場所や立ち会いを規定することは、王の権力を分かりやすく見せつける一種のプロパガンダ効果があった。それどころか、政敵に嫌疑をかけて神判を強制することすら行われた。
民衆のレベルでは、中世当時に合理的思考はほとんど浸透しておらず、世界のできごとや自然現象はすべて神の意志によるものと考えられていた。近代的な意味での真実など求められてはいなかったのである。神判のような儀式で罪の有無を決することは、当時の人々にとって、まことに正しきことであり、何より神判は証拠や雪冤宣誓などよりずっと盛り上がるイベントであった。
神判以外に有罪無罪を決するには雪冤宣誓がしばしば利用されたが、この宣誓に対しては根強い不満があった。特に貴族階級が集団でフェーデの名のもとに盗賊まがいの乱暴狼藉を働き、その彼らが仲間内で雪冤宣誓の人数を揃えれば無罪となる。当時の人々もこれは容認するところではなく、神判は雪冤宣誓への不満を解消する良い方法なのであった。

## 日本
- 『隋書』倭国伝には、7世紀の日本で熱湯や蛇を用いた神明裁判が行われていたことが記録されている。

### 参籠起請
鎌倉幕府が行った神明裁判で、当事者ないし被疑者に、自身の主張に偽りがないという起請文を書かせた上で一定期間神社（鶴岡八幡宮、北野天満宮）の社殿に参籠（お籠もり）させ、その期間内に彼ら自身あるいは家族に異変（「失」と呼ぶ）が生じるか否かで判決を下した。
鎌倉幕府は文暦2年（1235年）に何が「失」にあたるのかに関して追加法を定めた。その中では参籠期間は7日間、何も起こらなければ7日間延長し、それでもなお何も起こらなければ「惣道の理」、すなわち一般常識により処断すること、鼻血等の出血は「失」にあたるが月経や痔による出血は「失」にあたらないことなどを規定している。
平安時代後期から既に参籠起請に似た神明裁判が行われていたことが確認できる。大治3年（1128年）6月に大神末貞と珍友成は豊前国宇佐八幡宮に「神判祭文」を提出し「神判」を行っている。「失」の検出は翌年3月に及んでおり、鎌倉幕府の参籠起請と異なる点も存在する（「小山田文書」）。
『古今著聞集』に、平安時代後期の鳥羽法皇の女房で小大進という者が、待賢門院の御所から御衣が紛失したことについて嫌疑をかけられ、祭文を書いて北野天満宮に参籠する説話が載せられている。
参籠起請は室町時代にも行われ、応永元年（1394年）に東寺で行われた参籠起請では2通の牛玉法印の裏に起請文をしたため、1通を燃やしてその灰を神水に溶かして飲み、もう1通を不動明王の仏前に置くという手続きを踏んでいる。

### 落書起請・無名判
起請文付の無記名投票によって犯人を評決する。

### 火起請
- ルイス・フロイスは平戸島の春日村で1576年に起きた米の盗難事件について行われた神明裁判を『日本史』中で記録している。村人は皆キリシタンだったので村長は村人を教会に集め、十字架の根元から木片を切り取り、それを燃やした灰を水に入れ、主（デウス）に誰が盗みを働いたかを明かし賜えと祈ることに決め、その水を皆で飲んだ。犯人は身体が膨れだし、罪を白状したという[46]。

## その他の神明裁判
- アイヌ社会では日本の盟神探湯に類似した「サイモン」が行われていた。菅江真澄は『えぞのてぶり（続）』において熱湯裁判と熱鉄裁判を紹介している。ジョン・バチェラーもアイヌ社会での神明裁判を記録している[47]。考古学者の瀬川拓郎は「サイモン」の名称について、中世の日本本土において湯起請を取り仕切っていた陰陽師や修験者が語る「祭文」に由来する、との説を唱えている[48]。
- 16世紀末に琉球で行われていた神明裁判について僧定西が記録しており、その方法は毒蛇によるものである（『定西法師琉球物語』）[49]。
- シエラレオネやナイジェリアのカラバルでは、アルカロイド(フィゾスチグミン)の毒をもったカラバル豆（英語版）の抽出液を飲ませ、生き残れば無罪とする。この豆の毒素は無罪の自信があるものが一気に飲めば嘔吐反応が起きて吐きだされて助かるが、心にやましいものを持つものが恐る恐るゆっくり飲むと吸収されて死に至るという性質を利用したものである[50]。
- マダガスカルでは、配糖体の毒を持ったタンギン（Cerbera tamghin、ミフクラギの近縁種）の抽出液を飲ませ、生き残れば無罪。
- ミャンマーでは、両者がロウソクの火を燈し、先に消えたほうが敗訴。
- ヒンドゥー教では、不貞の疑いをかけられた妻が焚き火の上を通り抜けて、火傷しなければ貞節と判定する。
- 中国の東晋時代（4世紀ころ）に記された志怪小説『捜神記』によれば、扶南（現在のベトナム南部からカンボジア付近に存在した国家）の王・范尋は、被疑者の真偽を探るに当たって熱湯に入れた金の指輪をつかみ取らせた。被疑者が無実なら無事だが、有罪なら火傷を負うという。范尋はこれ以外にも、被疑者をトラやワニに投げ与え、無事なら無罪と判定する神明裁判を行っていた[51]。